# Freshwater (baie de Plaisance)
Pour les articles homonymes, voir Freshwater.
Freshwater est une communauté canadienne située sur l'île de Terre-Neuve dans la province de Terre-Neuve-et-Labrador. Le lieu fait partie de la municipalité de Placentia.